# 2023年愛媛県議会議員選挙
2023年愛媛県議会議員選挙（2023ねんえひめけんぎかいぎいんせんきょ）は、愛媛県における議決機関の一つである愛媛県議会を構成する議員を全面改選するために行われる選挙である。第20回統一地方選挙の前半戦投票日である2023年4月9日に投票が行われた。

## 概要
県議会議員の4年の任期満了に伴う選挙であり第20回統一地方選挙の一環として行われる。なお、愛媛県議会議員選挙は1947年（昭和22年）4月に実施された第1回の選挙からいずれも統一地方選挙の日程で実施されている。
2023年3月31日に告示され、定数47に対し64人が立候補。無投票当選が決まった選挙区は6つだった。

## 選挙データ[2]
- 告示日:2023年3月31日
- 投開票日:2023年4月9日
- 改選議席数:47議席
- 選挙区:13選挙区（うち6選挙区で無投票）
- 立候補者:64名（うち8名が無投票当選）

自由民主党:22名
公明党:3名
立憲民主党:6名
日本維新の会:2名
国民民主党:1名
日本共産党:1名
参政党:4名
無所属:25名

## 当選者
自民党 
 公明党 
 立憲民主党 
 日本維新の会 
 共産党 
 無所属 
| 伊予郡             | 松下行吉   | 大政博文   |            |            |
| 南宇和郡           | 中田晃太郎 |            |            |            |
| 松山市・上浮穴郡   | 乗松幸子   | 中野泰誠   | 菊池伸英   | 戒能潤之介 |
| 松山市・上浮穴郡   | 木村誉     | 三宅浩正   | 檜垣良太   | 松尾和久   |
| 松山市・上浮穴郡   | 田中克彦   | 帽子大輔   | 笹岡博之   | 川本健太   |
| 松山市・上浮穴郡   | 武井多佳子 | 山崎洋靖   | 西原進平   | 岡田教人   |
| 今治市・越智郡     | 福羅浩一   | 村上信太郎 | 菅森実     | 越智忍     |
| 今治市・越智郡     | 小畠源     | 西岡新     |            |            |
| 宇和島市・北宇和郡 | 毛利修三   | 中畑保一   | 高山康人   | 山本太一   |
| 八幡浜市・西宇和郡 | 高橋英行   | 田井野駿   |            |            |
| 新居浜市           | 大石豪     | 古川拓哉   | 石川稔     | 永易英寿   |
| 西条市             | 明比昭治   | 渡部浩     | 黒川理恵子 | 塩出崇     |
| 大洲市・喜多郡     | 岡田史朗   | 西田洋一   |            |            |
| 伊予市             | 大西誠     |            |            |            |
| 四国中央市         | 鈴木俊広   | 石川剛     | 井川剛     |            |
| 西予市             | 兵頭竜     |            |            |            |
| 東温市             | 新田泰史   |            |            |            |